# Thyropoeus
Thyropoeus là một chi nhện trong họ Migidae.